# کریستین واندر (بازیکن فوتبال)
کریستین واندر (انگلیسی: Christian Vander؛ زادهٔ ۲۴ اکتبر ۱۹۸۰) بازیکن فوتبال اهل آلمان است.
از باشگاه‌هایی که در آن بازی کرده‌است می‌توان به باشگاه فوتبال اوردینگن ۰۵، باشگاه فوتبال بوخوم، و باشگاه ورزشی وردر برمن اشاره کرد.
وی همچنین در تیم ملی فوتبال جوانان آلمان بازی کرده‌است.